# Amsterdam-Rijnkanaal
Het Amsterdam-Rijnkanaal is een kanaal in Nederland, tussen Amsterdam en Tiel (van het IJ naar de Waal). Het verbindt de Amsterdamse haven met het Ruhrgebied (Duitsland) en is het drukst bevaren kanaal van de wereld. Er varen ongeveer 100.000 schepen per jaar over het kanaal. Het kanaal is 72 kilometer lang, 100 tot 120 meter breed en 6 tot 9 meter diep.

## Geschiedenis
Omdat het in 1892 in gebruik genomen Merwedekanaal na enkele decennia niet meer aan de eisen van de tijd voldeed, werd besloten dat de scheepvaartverbinding van Amsterdam met de Rijn moest worden verbeterd. Het Merwedekanaal was zelf al een vervanging van de Keulse Vaart, die via de rivier de Vecht liep. Verschillende varianten werden overwogen, maar het bleek moeilijk voor de gemeenten Amsterdam en Utrecht om overeenstemming te bereiken.

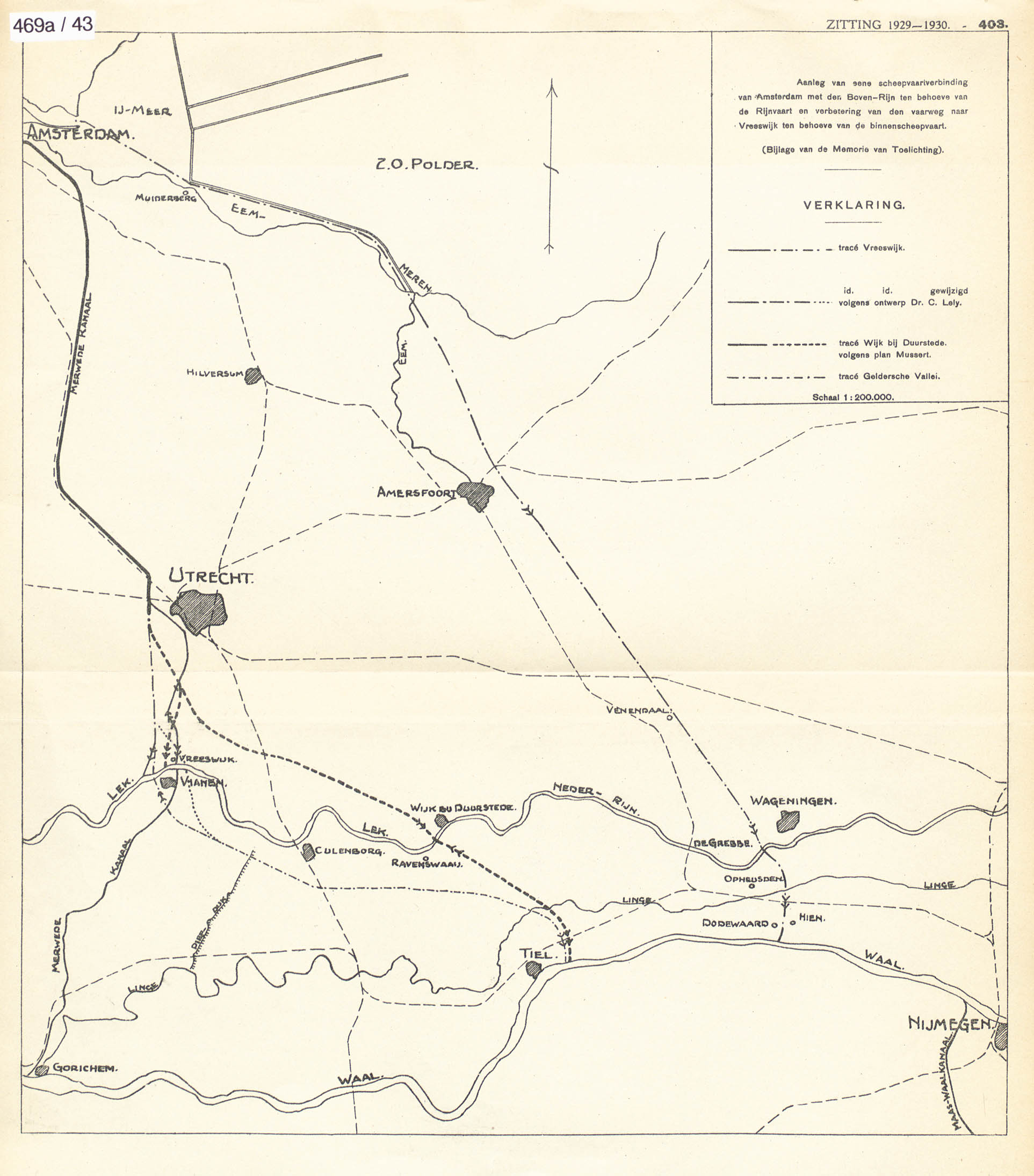
Aanleg van eene scheepvaartverbinding van Amsterdam met den Boven-Rijn ten behoeve van de Rijnvaart en verbetering van den vaarweg naar Vreeswijk ten behoeve van de binnenscheepvaart

In 1930 verscheen bij de stukken van de Tweede Kamer een kaart met verschillende varianten voor het tracé, het tracé Vreeswijk, een tracé Gelderse vallei en een tracé ontworpen door Cornelis Lely. Uiteindelijk werd het zogeheten plan-Mussert gekozen, dat naar voren was gebracht door hoofdingenieur van de Utrechtse waterstaat Anton Mussert. Door tussen Amsterdam en de rivier de Lek het waterpeil op één niveau te brengen en daarmee de sluizen weg te laten, en door een kortere route, kon een belangrijke vaartijdwinst worden bereikt.
In 1931 werd bij wet vastgelegd dat het kanaal er moest komen. De crisis en de Tweede Wereldoorlog vertraagden de aanleg echter. Het gedeelte tussen Utrecht en het Lekkanaal werd op 5 augustus 1938 in gebruik genomen. Pas op 21 mei 1952 werd door Koningin Juliana het gehele kanaal over de hele lengte van 72 kilometer geopend. Daarbij was alleen de zuidelijke helft nieuw gegraven; het noordelijke deel van het Amsterdam-Rijnkanaal wordt gevormd door het oudere Merwedekanaal (tussen Amsterdam en Utrecht). De zuidelijke helft van het Merwedekanaal werd vervangen door een nieuw kanaal tussen Utrecht, Wijk bij Duurstede en Tiel, waarbij het Merwedekanaal zelf grotendeels in de oude staat en onder de oude naam behouden bleef. Bovendien werd een zijtak gegraven tussen Jutphaas en Vreeswijk, het Lekkanaal.
Het kanaal werd tussen 1965 en 1981 verbreed tot 100 à 120 meter. In 1981 is het opengesteld voor vierbaksduwvaart met een diepgang tot 3,30 meter.

## Waterhuishouding

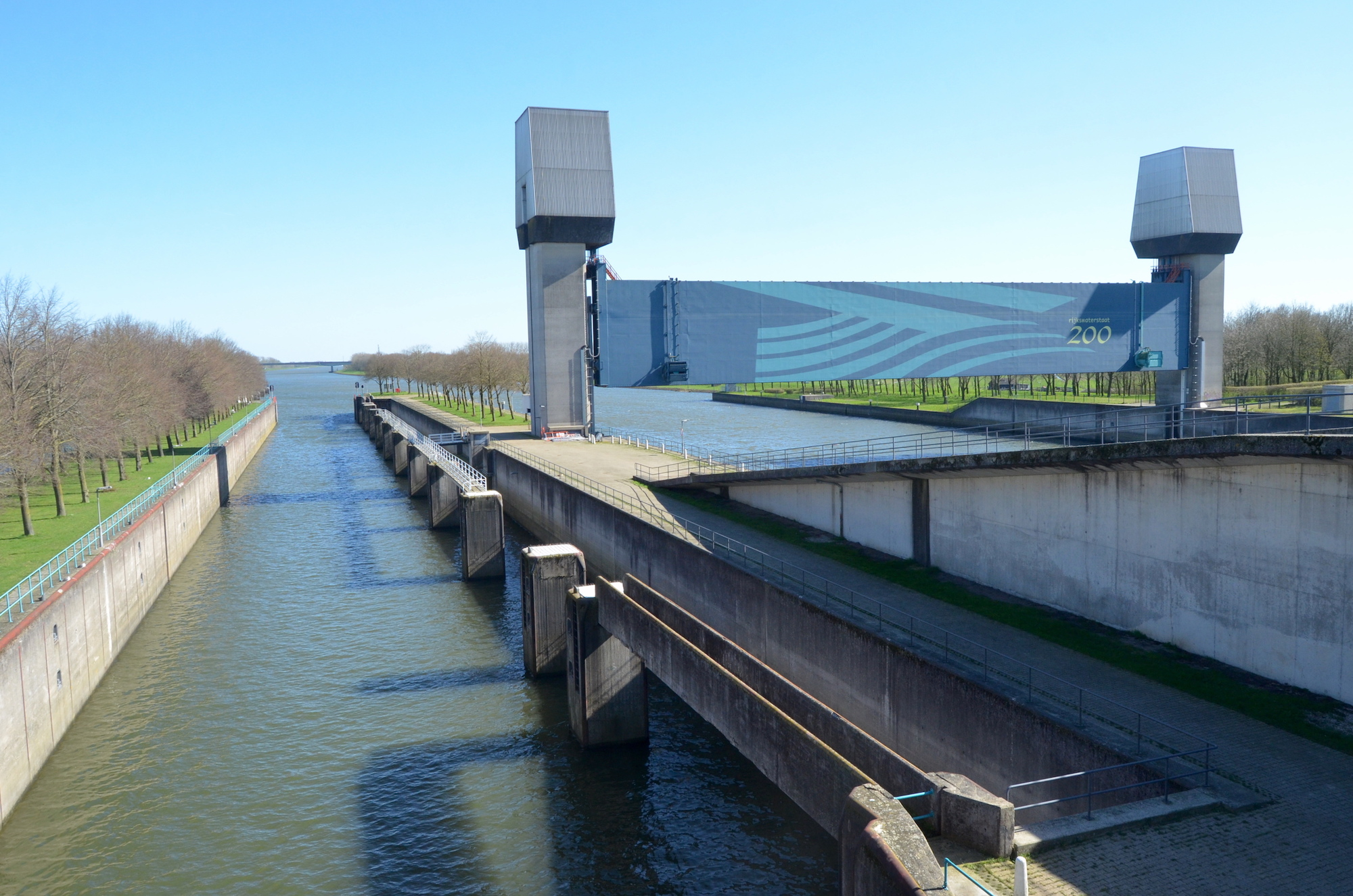
Prinses Marijkesluizen bij Rijswijk (Gelderland).

In het Betuwepand, tussen de Waal en de Lek, ligt het waterpeil onder normale omstandigheden gelijk met de Lek en fungeert dit pand als rivierarm van de Lek. Dit pand is daarmee ook het hoogst gelegen deel van het kanaal. Bij een waterpeil van 5,55 m +NAP wordt de keerschuif bij de Prinses Marijkesluizen gesloten en fungeert het Betuwepand als een apart vak in het kanaal.
Het kanaal loopt af van zuid naar noord, en het stroomt dus in dezelfde richting. Water wordt ingelaten bij de Prinses Irenesluizen bij Wijk bij Duurstede en, via het Lekkanaal, bij de Prinses Beatrixsluizen bij Vreeswijk. Dit gebeurt om het kanaal op peil te houden en het tevens te spoelen. Bij lage waterstanden van de Rijn zet men beide hefdeuren van één schutkolk (gedeeltelijk) open. Bij hoge waterstanden wordt de naastgelegen stuw getrokken en fungeert het kanaal als een extra rivierarm.
In het verlengde van het Amsterdam-Rijnkanaal liggen het IJ en het Noordzeekanaal. Bij IJmuiden, waar via de zeesluizen ongewenst zout water binnendringt, wordt gespuid op de Noordzee. Bij hoge waterstanden in de Rijn wordt ook gespuid op het Markermeer. Het IJ fungeert als buffer wanneer er bij hoog water niet gespuid kan worden op de Noordzee.

## Aansluitende wateren
Van noord naar zuid:
- het IJ
- Diem
- Muidertrekvaart
- Gaasp / Gein
- Vecht
- Merwedekanaal
- Leidse Rijn
- Lek
- Waal

## Oeververbindingen

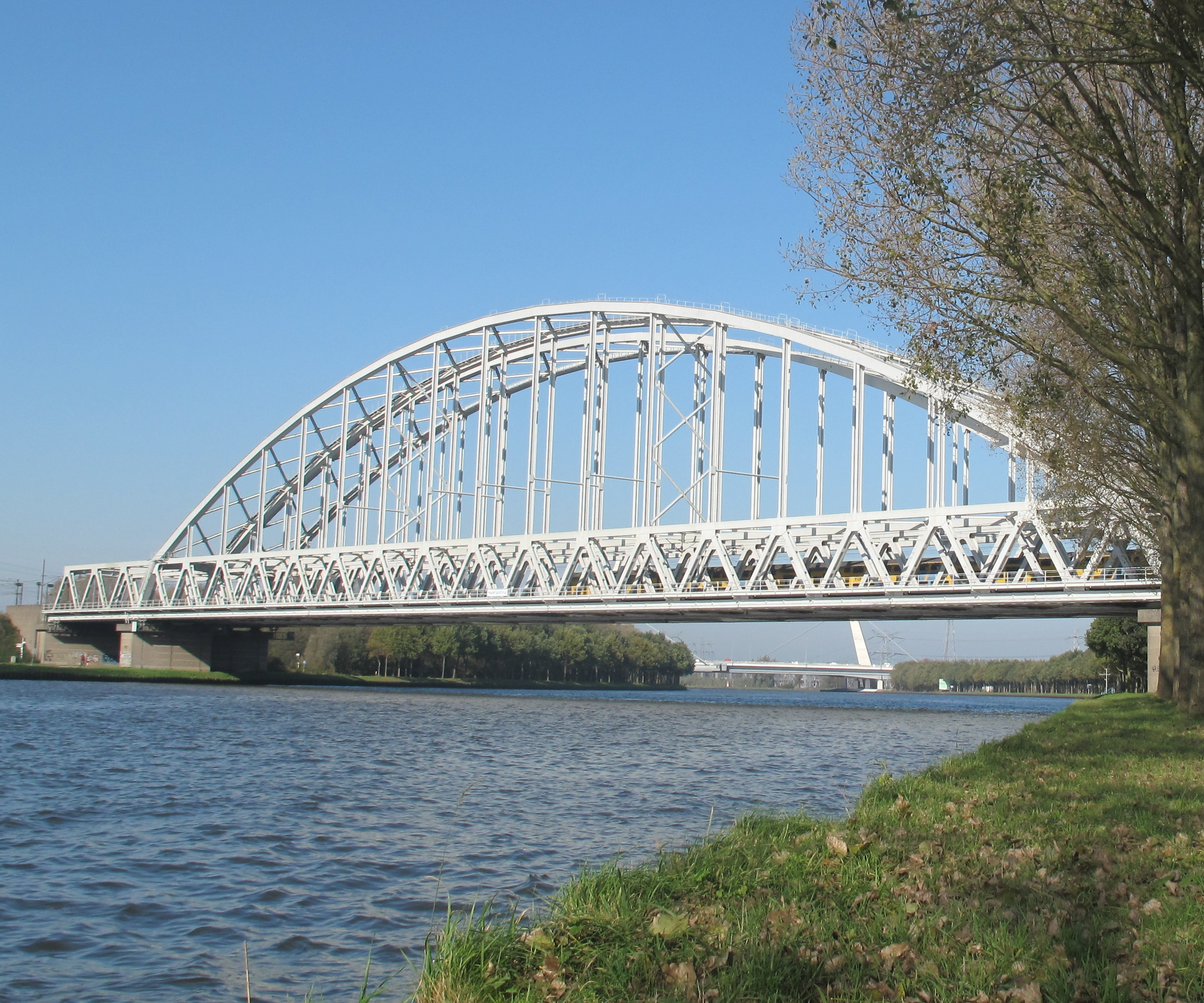
De Muiderspoorbrug bij Weesp.

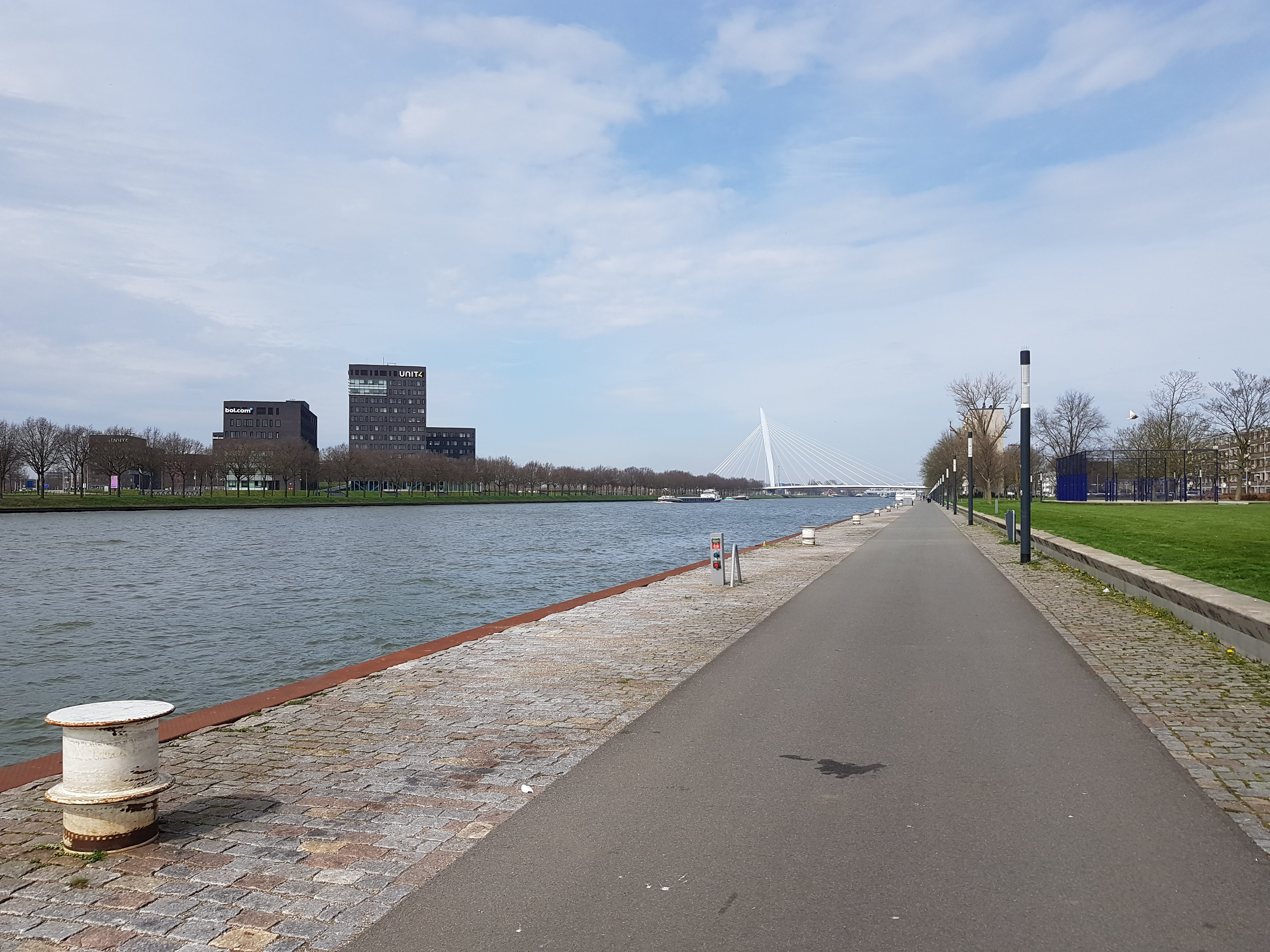
Prins Clausbrug in Utrecht

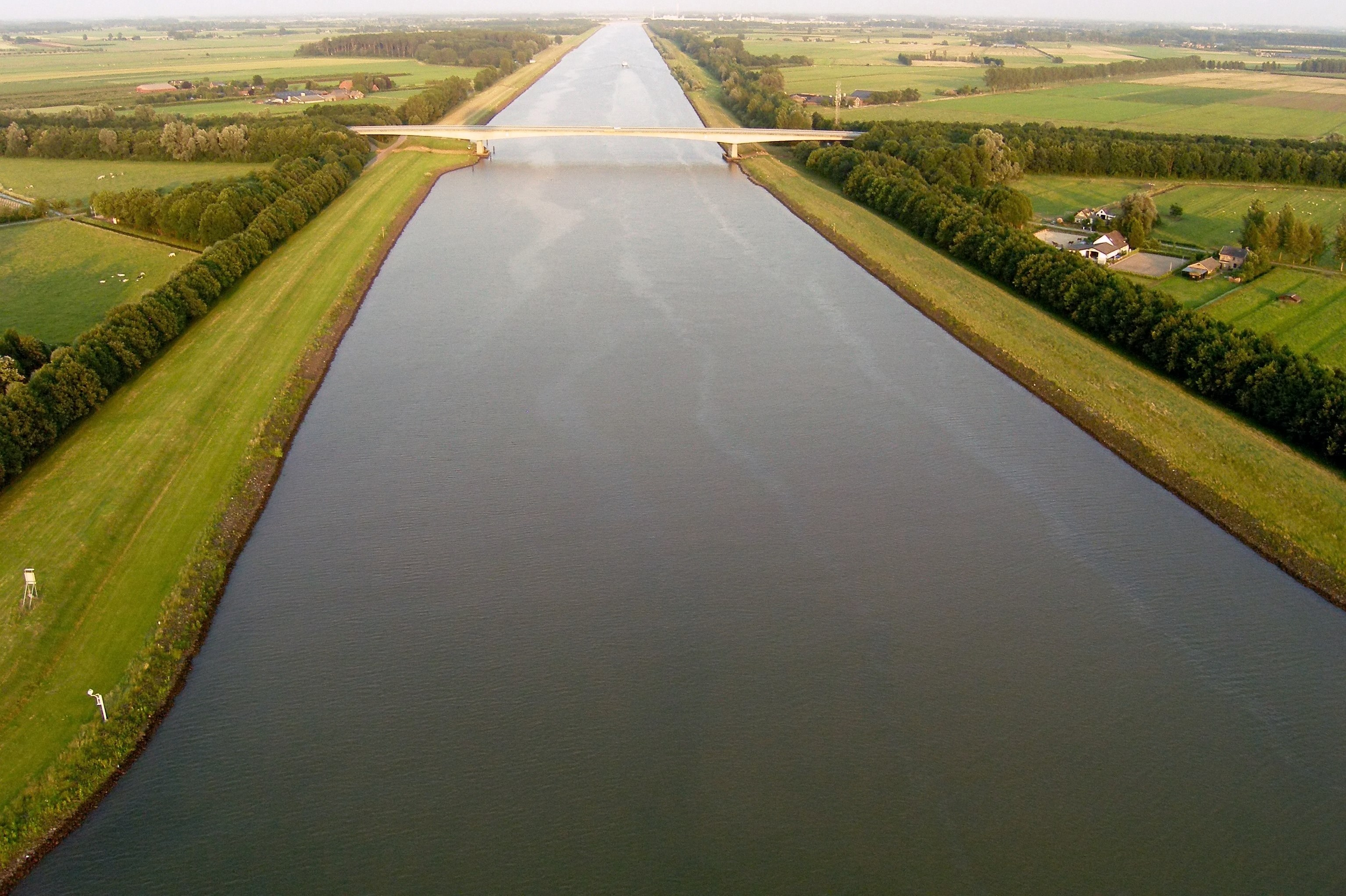
De brug van de N320 over het kanaal

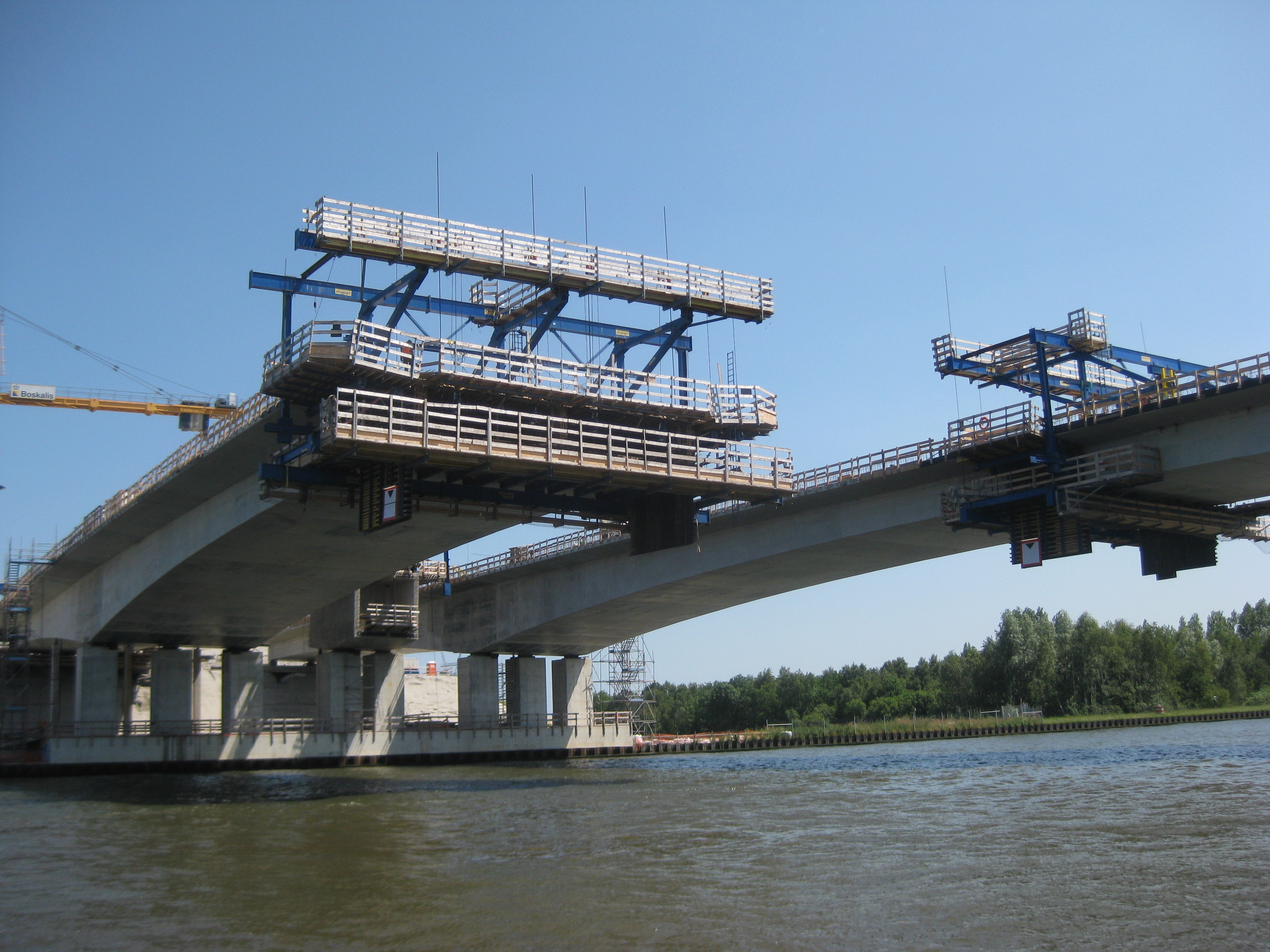
Betlembrug tussen A9 en A1 in aanbouw

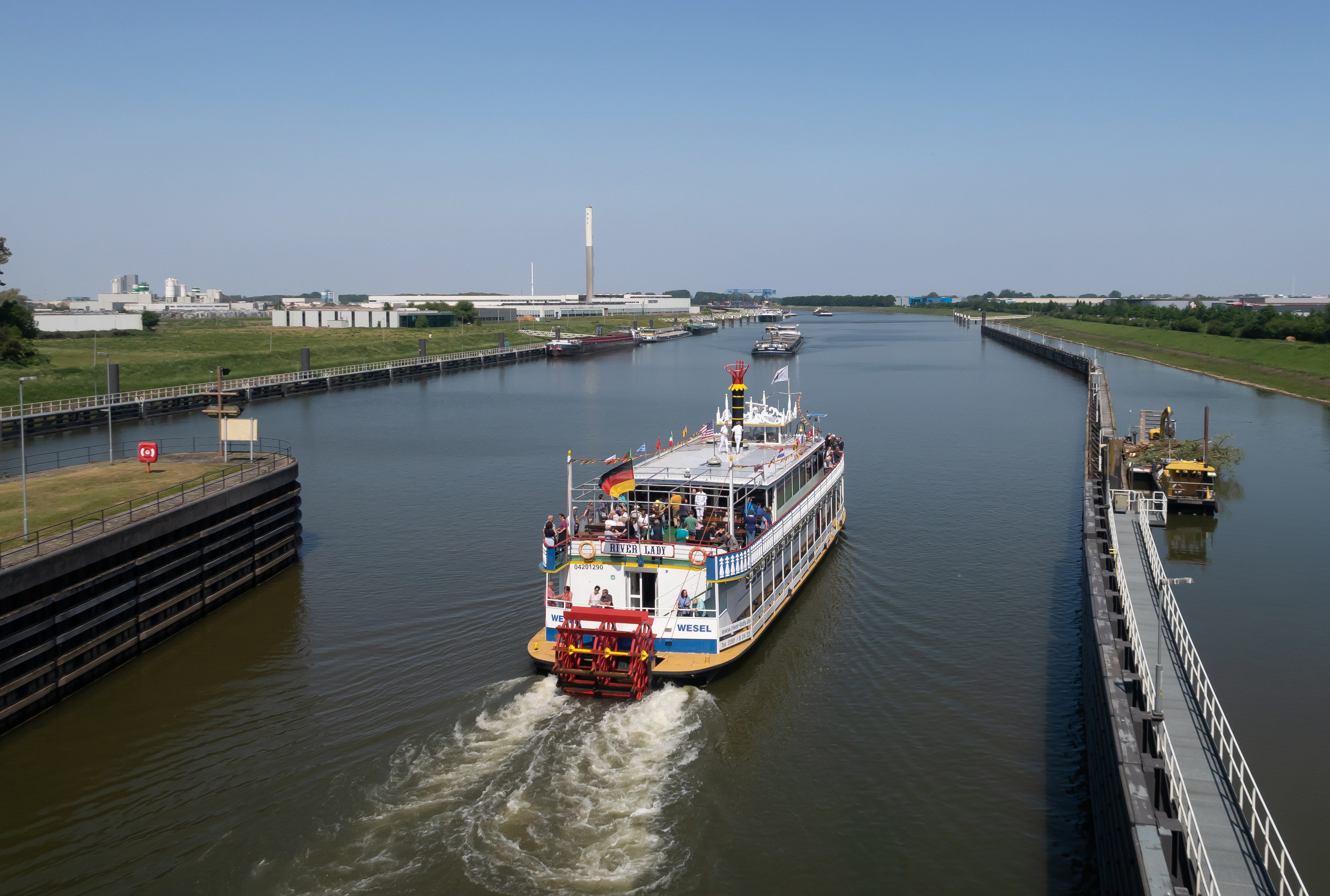
Het kanaal bij Tiel

Over het kanaal zijn op 32 plaatsen 37 bruggen, er zijn twee tunnels onder het kanaal en er is één veer over het kanaal.

### Tunnels
Onder de Mond van het Amsterdam-Rijnkanaal in Amsterdam ligt de Piet Heintunnel. Dit is de meest noordelijke oeververbinding die het kanaal kruist. De tunnel bestaat uit een vierstrooks autoweg en een trambaan.
Ter hoogte van bedrijventerrein Lage Weide ligt een tunnel ten behoeve van de buizen van de stadsverwarming. Te voet kan men door de tunnel van de ene zijde van het kanaal naar de andere, maar de tunnel is niet voor het publiek toegankelijk.

### Bruggen
Op 32 plaatsen liggen er verschillende bruggen over het kanaal.

### Veerpontverbindingen

#### Huidige verbinding
Veer Nieuwer ter Aa – Breukelen.
Door Rijkswaterstaat wordt deze verbinding gratis met het, uitsluitend voor voetgangers en fietsers bestemde, motorveer de Aa onderhouden. Er wordt het hele jaar gevaren van 6.10 tot 22.50 uur (zondag 9.30 tot 18.10 uur). Alleen bij dichte mist of bij stormachtige wind wordt niet gevaren. Er wordt niet op dienstregeling gevaren maar als de schipper iemand ziet wordt deze overgevaren. De schipper heeft een dienstwoning aan de westoever en indien er zich niemand meldt aan de oostoever (waar een bel aanwezig is om de schipper te waarschuwen) legt deze aan bij de westoever.

#### Voormalige verbindingen
- Tot in 1972 waren er over het kanaal zes verbindingen met veerwagens.

- Veer Lage Weide - Utrecht.

Tot 1983 was er een gratis voetveerverbinding tussen de Isotopenweg, Keulsekade, Neutronweg en de woningen op het terrein van de PEGUS-gasfabriek aan de Atoomweg. Al sinds het gereedkomen van het Merwedekanaal was er hier een verbinding tussen het noordelijk en zuidelijk deel van de Lageweidsche Dijk (Keulsekade t.h.v. de Nijverheidsweg). Na de aanleg van respectievelijk de Kernhaven en het Uraniumkanaal kwamen ook de pontverbindingen met de PEGUS-woningen en de Neutronweg. In 1966 verdronken door een aanvaring drie passagiers. Nadat de laatste pontschipper met pensioen ging is het pontveer, dat al jaren niet rendabel meer was, opgeheven. De dienstwoningen van de pontschippers aan de Isotopenweg en een aanmeerplaats aan de Keulsekade zijn nog altijd aanwezig.

## Sluizen

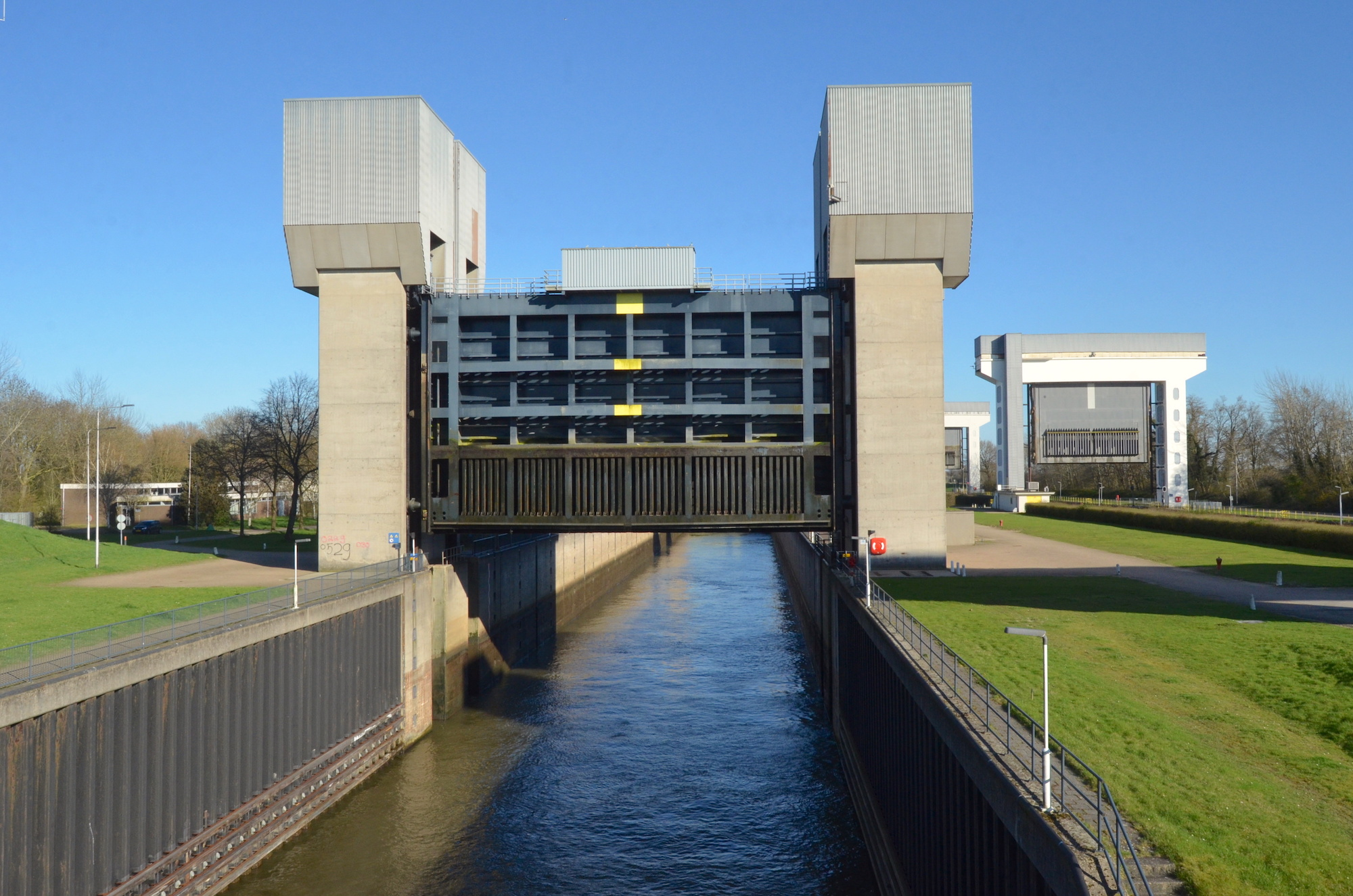
Prinses Irenesluizen bij Wijk bij Duurstede.

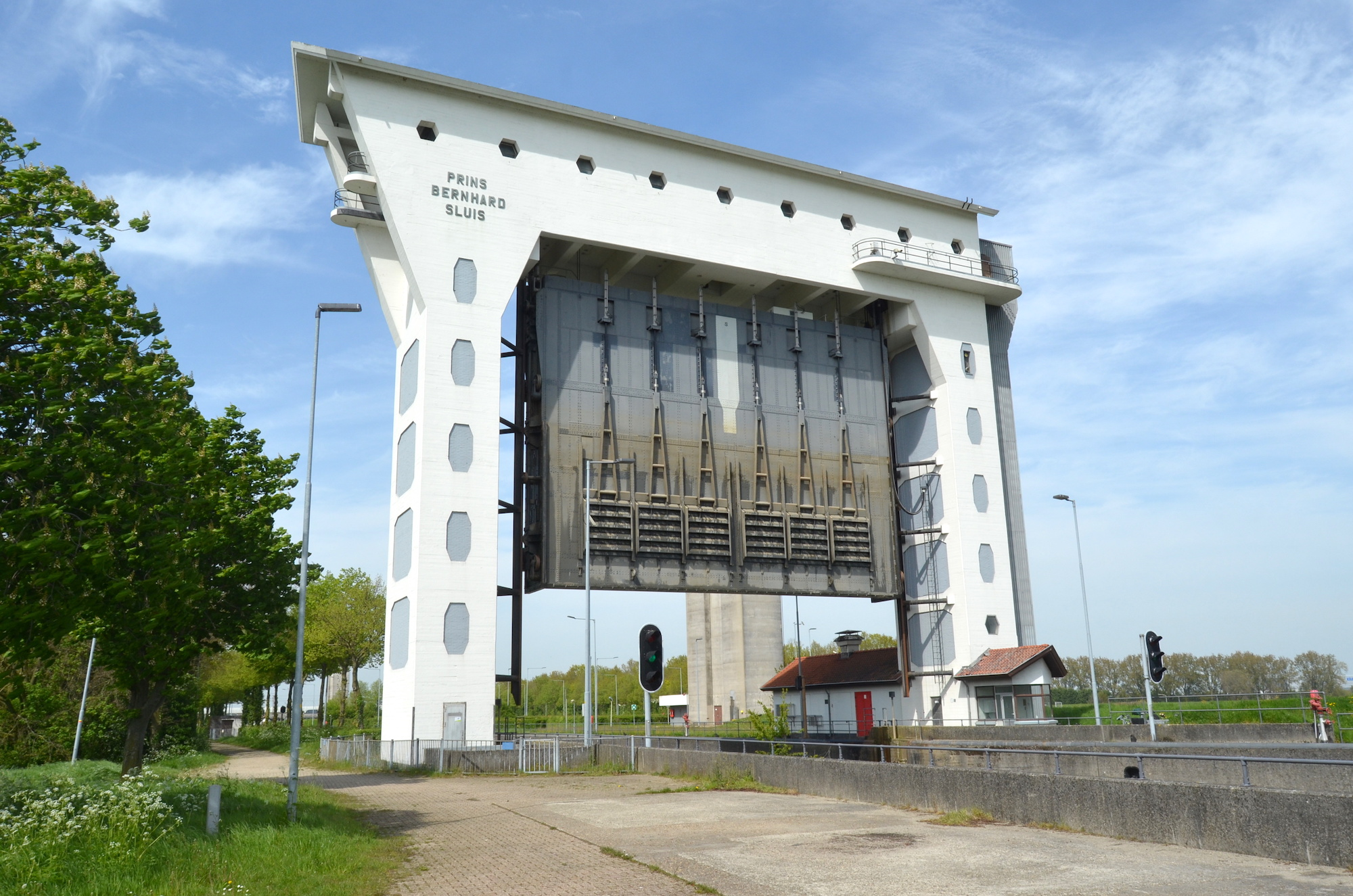
Prins Bernhardsluis bij Tiel.

- Prinses Irenesluizen (Wijk bij Duurstede)
- Prinses Marijkesluizen (Rijswijk, nabij Ravenswaaij)
- Prins Bernhardsluizen (Tiel)
- Plofsluis, speciale keersluis met militaire functie

### Voormalige sluis
- Keersluis met parallelle schutsluis bij het sluiseiland Zeeburg. De keersluistorens en de schutsluizen zijn tussen 2007 en 2012 verwijderd. Het sluiseiland is in 2014 verwijderd.[6] 400 meter noordwaarts staan de Leeuwen van Zeeburg langs het kanaal.

## Havens
Aan het kanaal zelf zijn in de volgende plaatsen havens aanwezig waar ook kan worden aangelegd en overnacht.
- Weesp
- Nigtevecht
- Lage Weide (Utrecht)
- Wijk bij Duurstede
- Tiel

## Aanlegplaatsen
In de volgende plaatsen kunnen schepen aan het kanaal zelf aanleggen en overnachten.
- Diemen
- Breukelen
- Maarssen (tijdelijk gesloten)
- Kanaleneiland (Utrecht)
- Nieuwegein
- Rijswijk
- Wijk bij Duurstede
- Tiel

## Zie ook

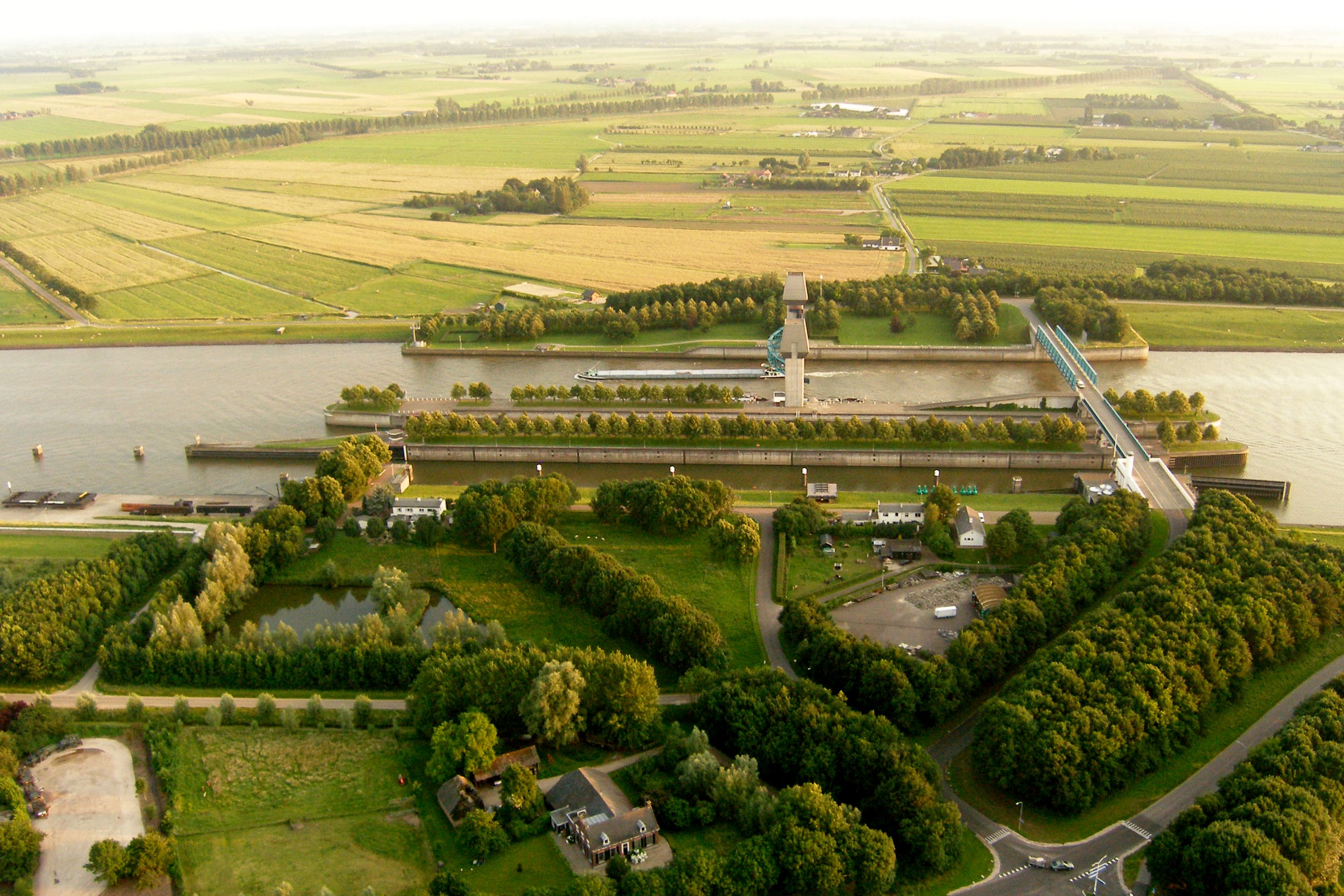
Prinses Marijkesluizen